# Lagarrigue (Lot-et-Garonne)
Lagarrigue település Franciaországban, Lot-et-Garonne megyében. Lakosainak száma 274 fő (2022. január 1.). Lagarrigue Aiguillon, Galapian és Port-Sainte-Marie községekkel határos.

## Népesség
A település népességének változása:
| Lakosok száma | 172  | 212  | 280  | 280  | 287  | 285  | 276  | 278  | 278  | 274  |
|               | 1968 | 1982 | 1990 | 2006 | 2013 | 2015 | 2017 | 2019 | 2020 | 2022 |